# Jodi Shilling
Jodi Shilling (nacida el 4 de febrero de 1979 en California) es una actriz estadounidense que actualmente es conocida por su papel recurrente como Tiffany enThat's So Raven de Disney Channel. 

## Actriz-Filmografía
- Comedy Central Laughs for Life Telethon 2003 (2003) como Jessica
- Comedy Central Laughs for Life Telethon 2004 (2004) como Jessica
- A New Tomorrow (2005) (posproducción) como Amber
- That's So Raven como Tiffany
- One Foot in, One Foot Out (2006) como Jillian
- A New Tomorrow (2007) como Amber
- 12 Miles of Bad Road
- Wreck the Halls (2008)
- Short Track (2008)
- The Man in the Silo (2008)
- Hannah Montana (2008)- Robin